# Arcy-Sainte-Restitue
Arcy-Sainte-Restitue là một xã ở tỉnh Aisne, vùng Hauts-de-France thuộc miền bắc nước Pháp.